# Schloss La Verrerie (Oizon)

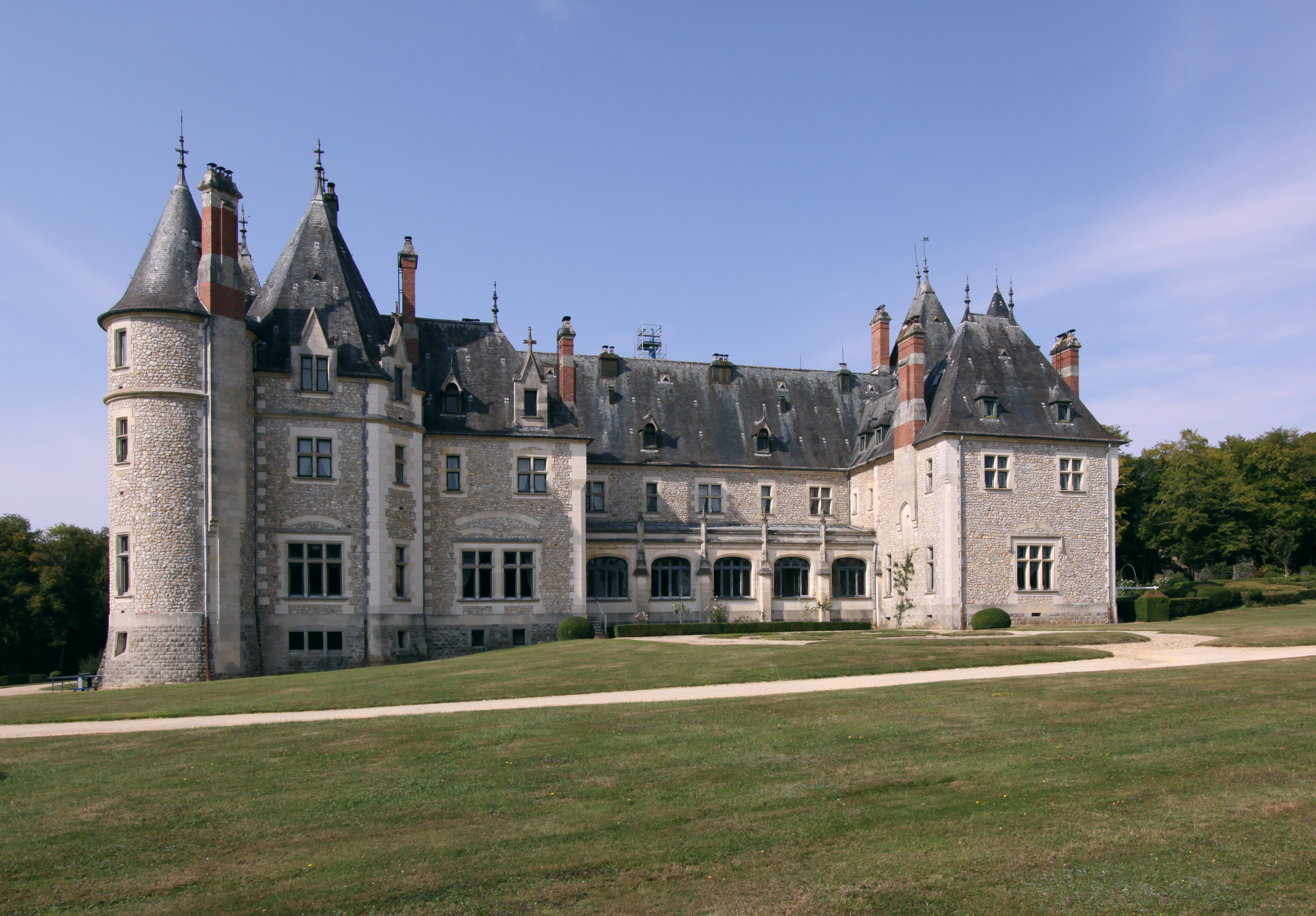
Schloss La Verrerie – Parkseite

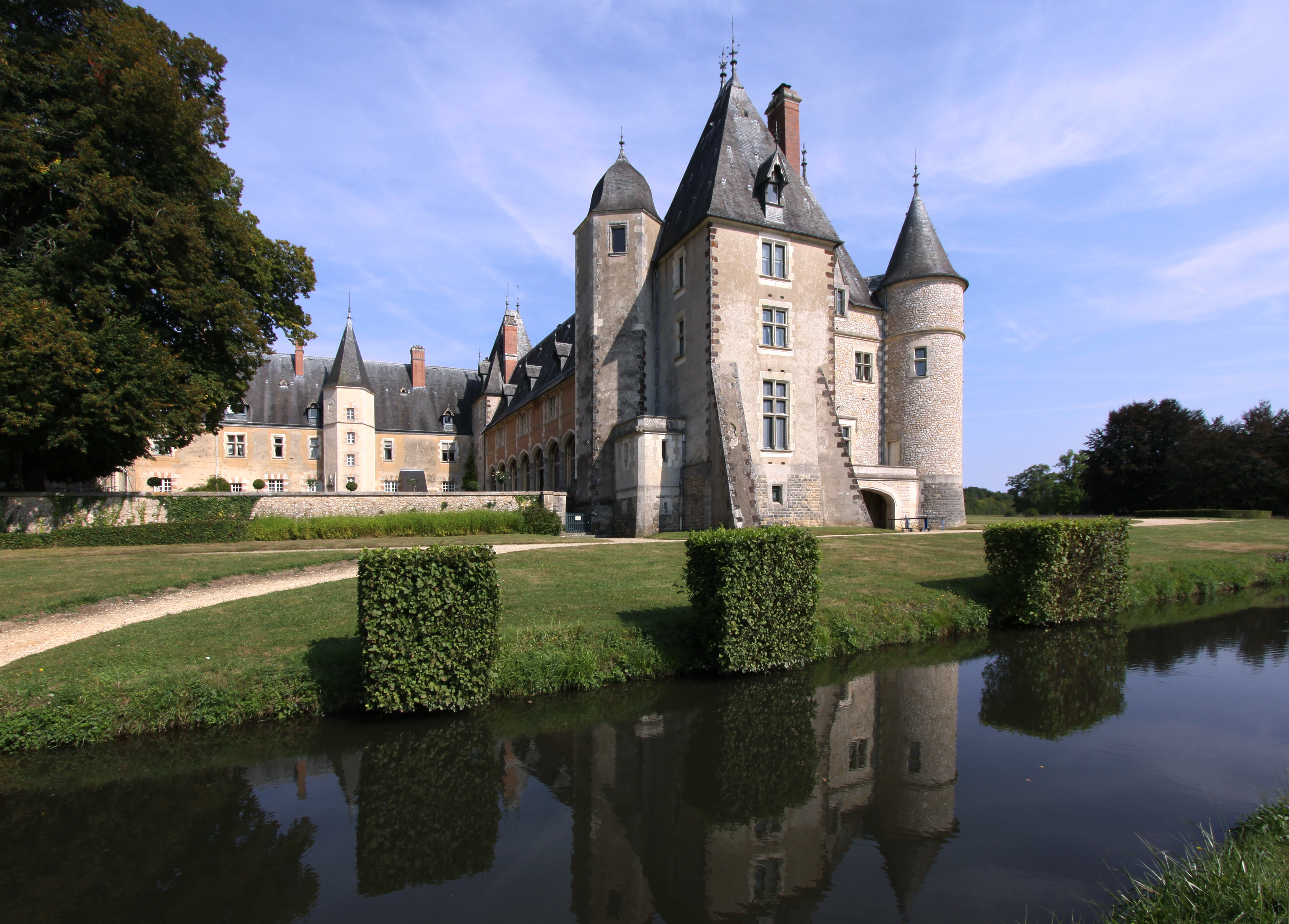
Blick in den Schlosshof

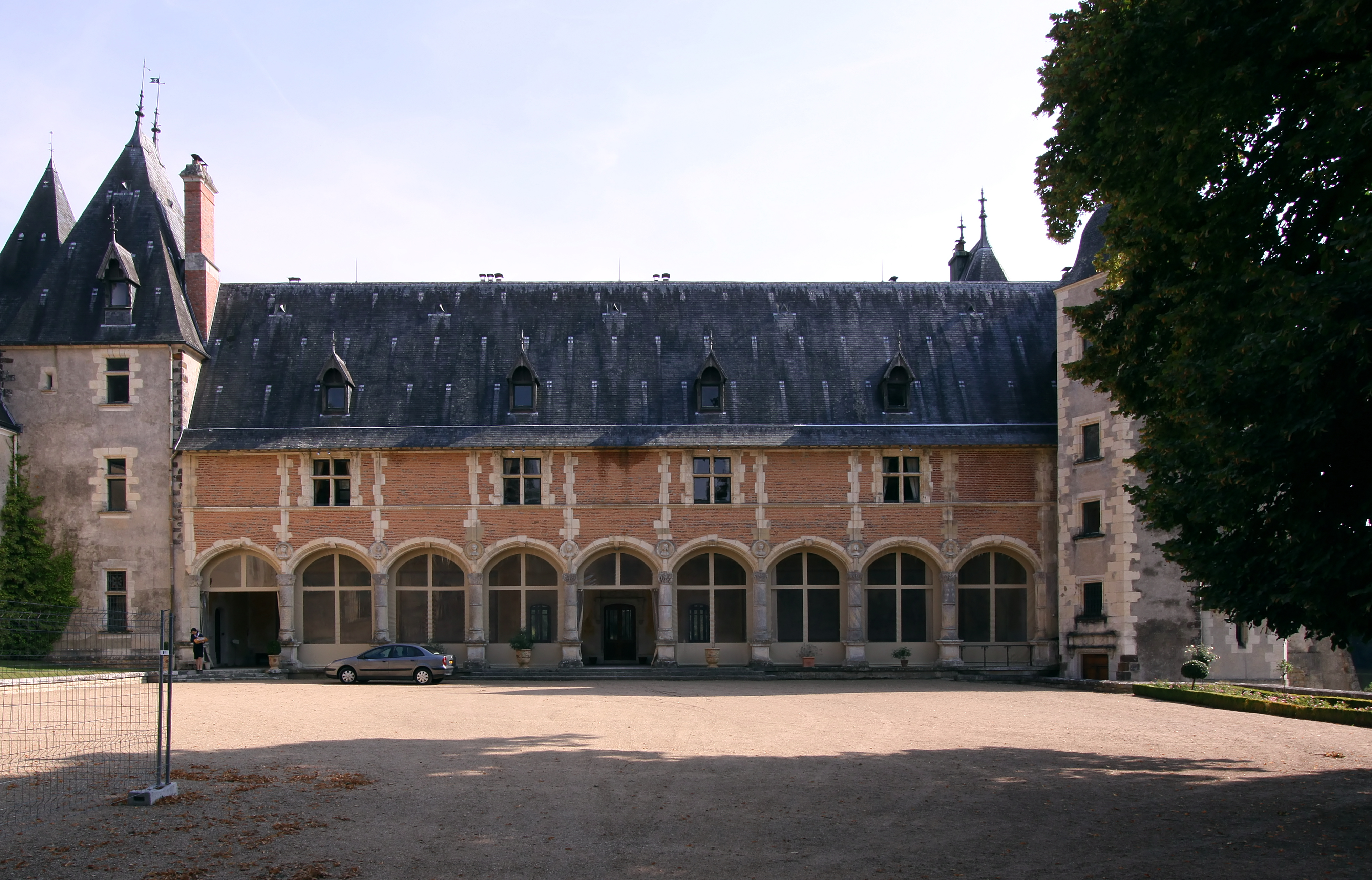
Wohngebäude mit Galerie

Das Schloss La Verrerie liegt in der Gemeinde Oizon im französischen Département Cher, in der Nähe von Aubigny-sur-Nère. Das Gebäude ist seit dem 27. Januar 1987 als Monument historique klassifiziert. Der Name „La Verrerie“ (Glas) taucht erst im 16. Jahrhundert auf und weist auf die Existenz einer kleinen Glasfabrik in der damaligen Zeit hin, die bis Anfang des 19. Jahrhunderts belegt ist.

## Geschichte
Im Jahr 1422 überließ Karl VII. die Grafschaft Aubigny dem Schotten John Stewart, Lord Darnley. Der König bedankte sich auf diese Weise für die im Rahmen der Auld Alliance zwischen Frankreich und Schottland im Hundertjährigen Krieg geleistete Unterstützung. John Stuarts Sohn Béraud ließ Ende des 15. Jahrhunderts das Schloss errichten.
Die Nachkommen John von Darnleys bewohnten das Schloss bis zum Jahr 1670. Zu diesem Zeitpunkt wurde Karl II. von England, ein direkter Nachfahre John Stuarts, Erbe der Seigneurie. Aber Ludwig XIV. erkannte diese Erbfolge nicht an und unterstellte Aubigny der Krone. Allerdings stimmte er 1673 zu, das zum Herzogtum erhobene Aubigny einer der Mätressen Karls II. von England, Louise de Kérouaille, Herzogin von Portsmouth, zu überlassen.
Nach dem Tod König Karls lebte Louise de Kérouaille bis zu ihrem Tod in La Verrerie. 1734 ging das Herzogtum Aubigny auf ihren und Karls II. Sohn, Charles Lennox, Herzog von Lennox und Richmond, über. Dessen Nachkommen hatten das Schloss bis zum Anfang des 19. Jahrhunderts in ihrem Besitz.
1842 erwarb der Graf Léonce de Vogüé das Anwesen für seine große Familie, die noch heute im Schloss wohnt. 1965 machte Graf Antoine de Vogüé das Schloss Besuchern zugänglich. Seine Frau eröffnete 1982 im Schloss einen Hotelbetrieb und richtet im Schlosspark einen Restaurantbetrieb im Cottage „maison d’hélène“ ein. Aktueller Besitzer des Zwölf-Zimmer-Hotels und des angeschlossenen Restaurants ist der Sohn des Ehepaares.

## Schlossanlage
Schloss La Verrerie liegt inmitten ausgedehnter Eichenwälder, direkt am See von Verrerie. Die Schlossanlage besteht aus Renaissance-Gebäuden, die einen rechteckigen, zum See hin von einer Terrasse abgeschlossenen Hof bilden. Das eigentliche Wohngebäude wurde als Pavillonanlage konzipiert, mit einer Galerie auf der Hofseite und mehreren Ecktürmen. Direkt neben dem Torhaus steht eine gotische Kapelle mit bemerkenswerten Fresken.